# Bulgan
Bulgan  (in mongolo Булган) è una città della Mongolia, capoluogo della provincia di Bulgan, e si trova nell'omonimo distretto (sum). Aveva, nel censimento del 2000, una popolazione di 16.239 abitanti.

## Amministrazione

### Gemellaggi
Rubrouck, dal 1996